# Crypturellus noctivagus
Crypturellus noctivagus е вид птица от семейство Тинамуви (Tinamidae). Видът е почти застрашен от изчезване.

## Разпространение
Видът е разпространен в Бразилия.